# فاطر

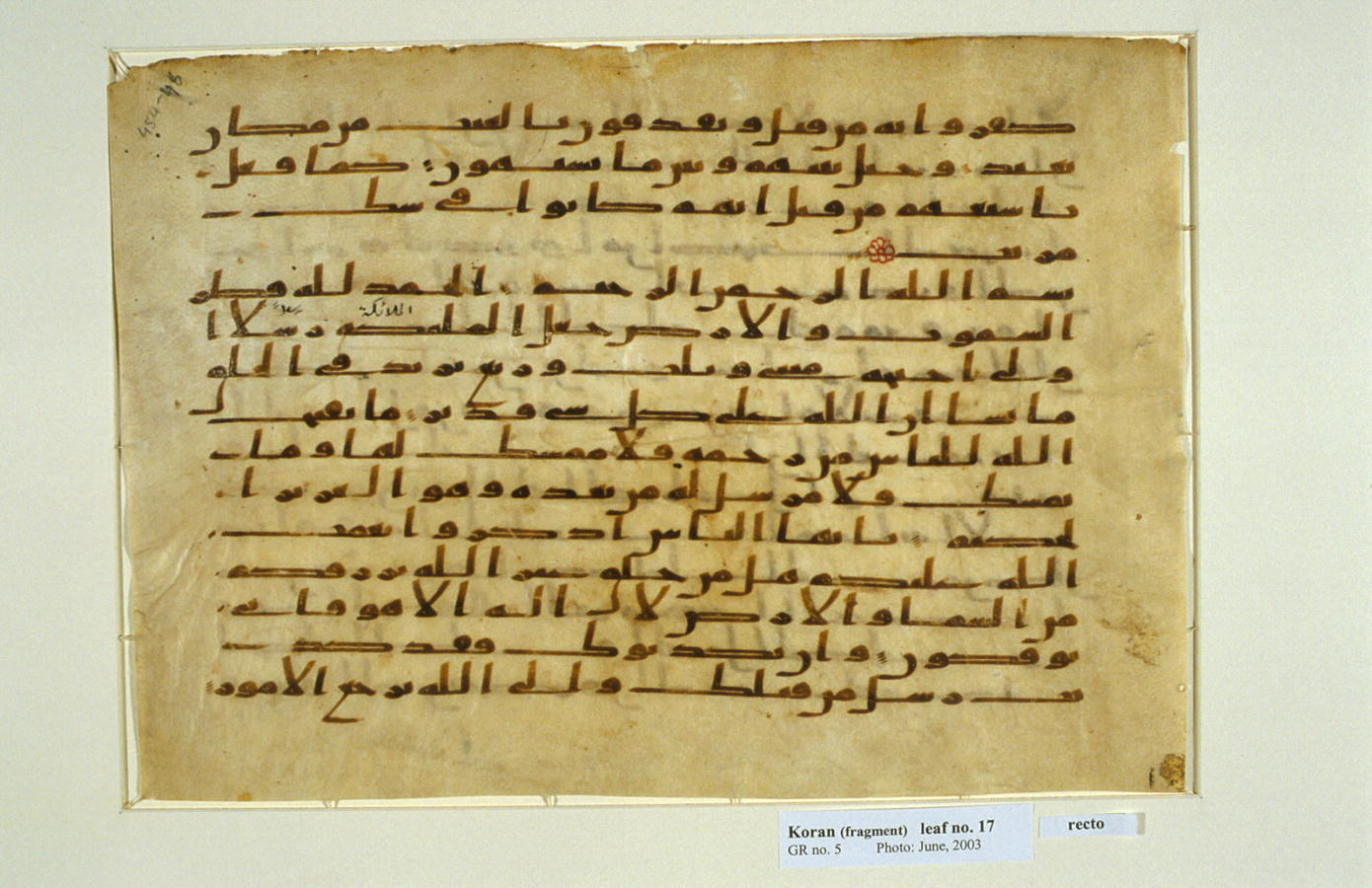
نسخه خطی از دو آیه انتهایی سوره سبأ و چهار آیه ابتدایی سوره فاطر نوشته شده به خط حجازی که متعلق به قرن ۸ میلادی است.

سوره فاطر سوره ۳۵ از قرآن است و ۴۵ آیه دارد. این سوره در «مکه» نازل شده‌است.

## محتوای سوره
این سوره به خاطر سرآغاز آن که با عنوان «فاطر» و «ملائکه» شروع می‌شودـ گاه سوره «فاطر» و گاه سوره «ملائکه» نامیده شده‌است آیات آن را در پنج بخش می‌توان خلاصه کرد.
1. بخشی که پیرامون نشانه‌های عظمت خداوند در عالم هستی و دلائل توحید سخن می‌گوید.
2. بخش دیگری از آن از ربوبیت پروردگار و خالقیت و رازقیت او و آفرینش انسان از خاک و مراحل تکامل او بحث می‌کند.
3. بخش دیگر پیرامون معاد و نتایج اعمال در آخرت، و رحمت گسترده الهی در این جهان و سنت تخلف ناپذیر او دربارهٔ مستکبران است.
4. قسمتی به مسئله رهبری انبیاء و مبارزه پی گیر و مستمرشان با دشمنان لجوج و سرسخت و دلداری پیامبر اسلام در این زمینه است.
5. سرانجام بخشی از آن بیان مواعظ و اندرزهای الهی در زمینه‌های مختلف است.

بعضی از مفسران تمام این سوره را در یک حلقه خلاصه کرده‌اند و آن مسئله قاهریت خداوند در تمام زمینه هاست.